# Боль, Антон Юрьевич
Анто́н Ю́рьевич Боль (укр. Антон Юрійович Боль; род. 8 января 2003, Житомир) — украинский футболист, защитник клуба «Александрия».

## Биография
Родился в Житомире. Антон получил имя в честь прадеда. Он также имеет старшую сестру Соню. Фамилия Боль имеет немецкое происхождение, а некоторые из его родственников проживают в Дрездене.
Свои первые шаги в футболе он делал в в детско-юношеской спортивной школе «Феникс» в Житомире. В шесть лет он сыграл на первом для себя международном турнире в Чехии, где вместе с командой стал победителем соревнования.
В 2010 году на него обратил внимание тренер Валерий Краснощек, после чего Боль попал в систему киевского «Динамо». С этого момента отец возил сына на матчи и тренировки из Житомира в Киев в течение 4 лет. В 12 лет он стал жить на базе в Нивках.
С 2016 по 2019 год выступал в детско-юношеской лиге Украины. Играл в качестве капитана «Динамо». В 2017 году признавался лучшим игроком ДЮФЛУ среди 14-летних футболистов.
Достигнув 17-летнего возраста он был перейдён в молодёжную команду киевского «Динамо». Впервые приглашение в основную команду он получил в ноябре 2020 года при Мирче Луческу из-за нехватки защитников. Тем не менее на поле ему выйти не удалось, но Антон Боль попал в заявку на матчи чемпионата Украины с «Ингульцом» и Лиги чемпионов против «Барселоны». В январе 2021 года ему была сделана операция на передней крестообразной связке в клинике доктора Рамона в Барселоне, в связи с чем следующие полгода Боль занимался восстановлением. Выступал в Юношеской лиге УЕФА сезона 2021/22.
Зимой 2022 года он отправился на свой первый зимний сбор с основной командой «Динамо». Официальный дебют Боля за «Динамо» состоялся 20 мая 2023 года в матче УПЛ против «Александрии» (5:1). Тогда Александр Шовковский доверил Болю выйти на поле в конце встречи.
1 июля 2023 года Боль продлил свой контракт «Динамо» на три года. Тем не менее, в следующем месяце Боль был арендован луганской «Зарей» на сезон 2023/24. В составе команды провёл 8 матчей в чемпионате Украины и дебютировал в еврокубках, сыграв в 4 матчах Лиги конференций. После травмы, полученной в апреле 2024 года, он не выходил на поле до окончания сезона.
Летом 2024 года АнБоль разорвал контракт с киевским клубом, отказавшись играть в арендах. Отправился в Португалию, где проходил просмотр в местной команде..

## Карьера в сборной
В 2018 году выступал за сборную до 17 лет, где сыграл в 8 матчах. Дебют в составе молодёжной сборной Украины состоялся под руководством Руслана Ротаня 12 октября 2021 года в матче квалификации на чемпионат Европы против Фарерских островов (1:0). По итогам отборной кампании, где футболист сыграл в 5 матчах, Украина завоевала право выступать на молодёжном первенстве Европы, но на финальный турнир Антон Боль вызван не был.
За олимпийскую сборную Украины провёл один товарищеский матч против Японии в марте 2024 года (2:0).

## Достижения
«Александрия»
- Серебряный призёр чемпионата Украины: 2024/25

## Личная жизнь
В июне 2024 года женился на Анастасии.